# Masashi Ishii
Masashi Ishii (jap. 石井雅史 Ishii Masashi; ur. 23 grudnia 1972) – japoński niepełnosprawny kolarz. Mistrz paraolimpijski z Pekinu w 2008 roku.

## Medale Igrzysk Paraolimpijskich

### 2008
- - Kolarstwo - trial na czas - 1 km - CP 4
- - Kolarstwo - bieg pościgowy indywidualnie - CP 4
- - Kolarstwo - trial na czas - CP 4